# Reifelvögel
Die Reifelvögel (Ptiloris) sind eine Gattung aus der Familie der Paradiesvögel (Paradisaeidae) und umfasst vier Arten, von denen zwei, nämlich der Viktoria-Paradiesvogel und der Schild-Paradiesvogel im Gegensatz zu allen anderen Paradiesvögeln in Australien beheimatet sind. Der Prachtparadiesvogel kommt neben Australien auch auf Neuguineas vor. Nur der Papuaparadiesvogel ist ausschließlich auf Neuguinea beheimatet.
Die Reifelvögel leben in tropischen, subtropischen und gemäßigten Regenwäldern, wo sie sich von Früchten und wirbellosen Tieren ernährt. Die prachtvolle, farbenfrohe und lautstarke Balz findet von Ansitzwarten aus statt. Die Männchen zeigen einen elaborierten Balztanz, bei denen bei allen Arten die Flügel weit geöffnet werden. Die Weibchen verpaaren sich mit nur wenigen dominanten Männchen. Für Nestbau und Jungenaufzucht ist das Weibchen allein verantwortlich.
Alle vier Arten werden von der IUCN als ungefährdet eingestuft. Bei den in Australien vorkommenden Reifelvögeln stehen große Teile des Verbreitungsgebietes unter Schutz oder sind sogar Nationalparks.

## Beschreibung

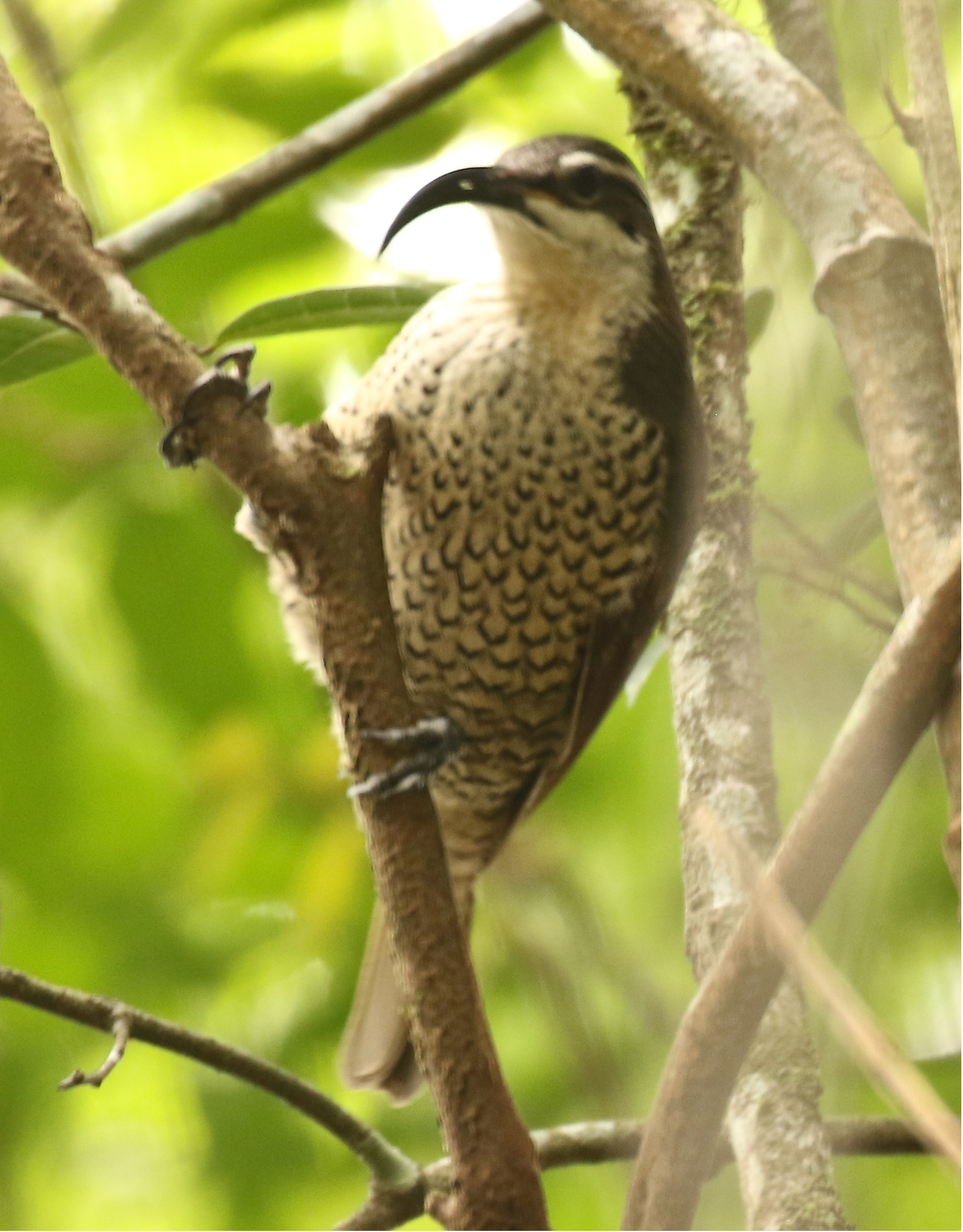
Schild-Paradiesvogel, Weibchen

Ausgewachsene Reifelvögel erreichen eine Körperlänge zwischen 21 und 34 Zentimeter. Der kleinste Reifelvogel ist der Viktoria-Paradiesvogel mit einer Körperlänge von 21 bis 27 Zentimeter. Reifelvögel sind durch einen kompakten Körperbau gekennzeichnet. Der Hals ist etwas verlängert, die Beine und die Krallen sind kräftig ausgebildet. Die Flügel sind kurz und breit, das Schwanzgefieder ist im Verhältnis zur Körperlänge kurz. Es besteht bei allen Arten ein ausgeprägter Geschlechtsdimorphismus.
Die Weibchen haben ein graubraunes, olivbraunes oder rötlich braunes Körperobergefieder. Die Unterseite ist weißlich bis isabellfarben mit einer Tropfenzeichnung oder einer Querbänderung. Allen Weibchen gemeinsam ist ein auffallender Überaugenstreif. Sie sind einander sehr ähnlich und unterscheiden sich vor allem durch die Form der Flecken auf der Körperunterseite. Da sich die Verbreitungsgebiete der einzelnen Arten nicht überlappen, ist trotzdem bei Feldbeobachtungen eine eindeutige Bestimmung möglich.
Die Männchen haben im Gegensatz zu den ein schwarzes Gefieder, das teilweise stark metallisch glänzt oder irisiert. Allen gemeinsam ist ein metallisch glänzendes Dreieck im Kehl- bis Brustbereich, das sich deutlich vom übrigen dunklen Körpergefieder abhebt. Der Schnabel ist bei allen Arten dunkel und stark gebogen. Die Männchen haben ein mattgelbes bis leuchtend gelbes Schnabelinneres, das bei der Balz eine Rolle spielt. Einige der Federn an Brust oder Flanken sind verlängert und werden gleichfalls bei der Balz eingesetzt.
Zu den Merkmalen der Gattung gehört auch, dass die Männchen beim Fliegen mit ihren Flügeln ein Geräusch erzeugen, dass verschiedentlich mit den Geräuschen verglichen wurde, dass entsteht, wenn schwere Seide zerknüllt wird.

## Arten und ihr jeweiliges Verbreitungsgebiet

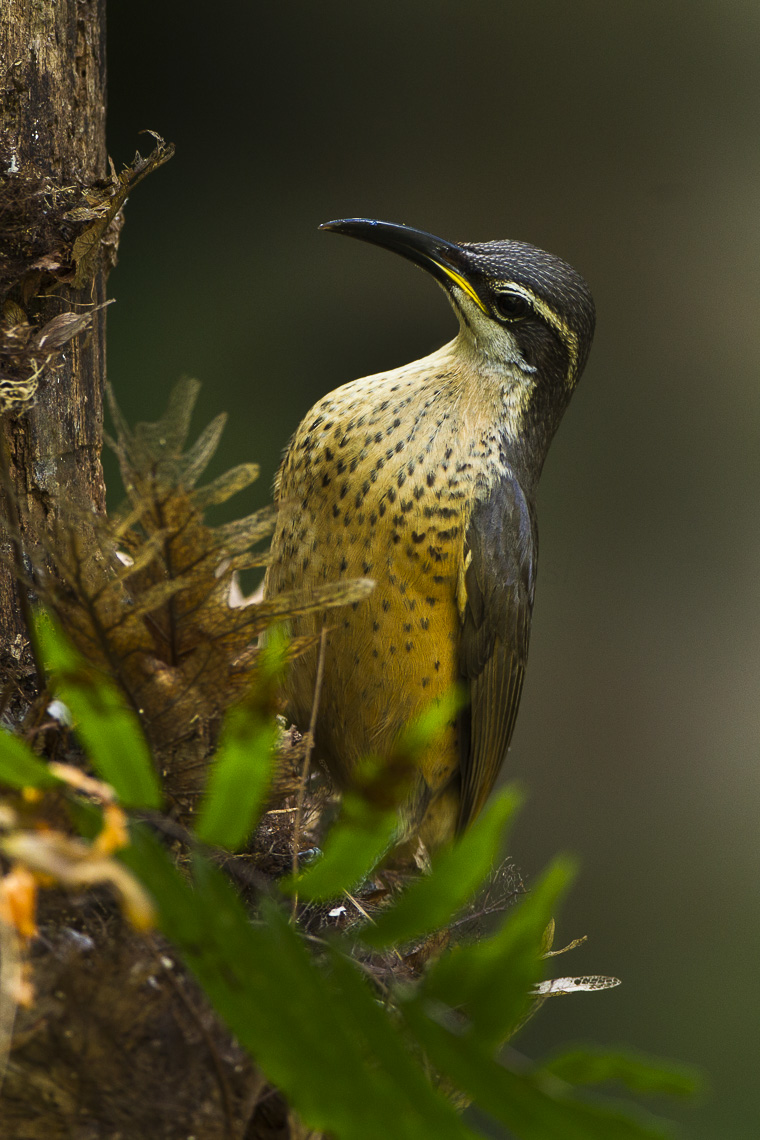
Weibchen des Viktoria-Paradiesvogels, Lake Eacham

- Papuaparadiesvogel (Ptiloris intercedens): Vorkommen im östlichen Drittel von Neuguinea. Im Süden ist die westliche Verbreitungsgrenze der Purari, im Norden kommt er bis zum Adelbert-Gebirge vor. Die Höhenverbreitung reicht von den Tiefebenen bis in Höhenlagen von 1740 Metern.[6]
- Prachtparadiesvogel (Ptiloris magnificus): Vorkommen der Nominatform P. m. magnificusim Westen und Zentralgebiet von Neuguinea. Das Verbreitungsgebiet reicht von der großen Halbinsel Vogelkop im Westen von Neuguinea bis nach Wewak im Nordosten. Im Südosten Neuguineas kommt diese Unterart bis zum Fluss Purari vor.[6] Die Unterart P. m. alberti kommt von der Albany Island vor der Spitze der Kap-York-Halbinsel sowie auf der Kap-York-Halbinsel vor. Dort verläuft die südliche Verbreitungsgrenze etwa in der Höhe der Stadt Weipa im Westen der Halbinsel und der McIlwraith Range im Osten der Halbinsel.[1] Der Prachtparadiesvogel besiedelt in seinem Verbreitungsgebiet tropische Regenwälder der Tiefebenen und Vorgebirge. Er kommt auch in Galeriewäldern vor. Die Höhenverbreitung reicht von der Tiefebene bis in Höhenlagen von 700 Metern. Vereinzelt ist er auch schon auf 1200 Höhenmetern beobachtet worden.[6]
- Schild-Paradiesvogel (Ptiloris paradiseus): Das Verbreitungsgebiet des Schild-Paradiesvogels ist begrenzt auf Teile der australischen Great Dividing Range. Im Bereich des Kroombit-Tops-Nationalparks lebt eine isolierte Population, die die am weitesten im Norden Australiens vorkommende Population dieser Art ist. Ein zusammenhängendes Verbreitungsgebiet erstreckt sich von der Höhe des Amamoor-Nationalparks im Südosten des australischen Bundesstaates Queensland über die Conondale Range bis zum Barrington-Tops-Nationalpark und Mount-Royal-Nationalpark im Osten des Bundesstaates New South Wales.[7] Er besiedelt überwiegend subtropische und gemäßigte Regenwälder, kommt gelegentlich aber auch in Hartlaub-Wäldern vor, wenn sie an Regenwälder angrenzen. In Hartlaub-Wäldern ist er vor allem im Winterhalbjahr zu beobachten. Er kommt typischerweise nur in Höhenlagen über 500 Meter vor, sehr selten wird er auch in niedrigeren Regionen beobachtet. Er ist im gesamten Verbreitungsgebiet ein Standvogel.[7]
- Viktoria-Paradiesvogel (Ptiloris victoriae): Diese Art kommt ausschließlich im Nordosten des australischen Bundesstaates Queensland vor. Das Verbreitungsgebiet begrenzt sich dort auf die Atherton Tablelands und erstreckt sich von Mount Amos im Süden bis zum Mount Elliot 30 Kilometer südlich von Townsville. Zum Verbreitungsgebiet gehört auch die Paluma Range. Er besiedelt auch einige der Küste vorgelagerte Inseln, darunter die Barnard Insel, Dunk Island, Goold Island und Hinchinbrook Island.[8]

## Nahrung
Reifelvögel fressen überwiegend Wirbellose, daneben aber auch Früchte und sehr selten auch Samen. Ihre Nahrung finden sie überwiegend im mittleren bis oberen Bereich von Baumkronen. Der lange Schnabel gilt als eine Anpassung, die ihnen das Stochern in Rinde und Epiphyten erleichtert. Sie setzen aber auch ihre kräftigen Füße ein, um Rindenstücke von Baumstämmen zu reißen und darunter nach Insekten zu suchen. Sie sind ausgesprochen agile Vögel und klettern an Baumstämme ähnlich wie Baumläufer. Sie hüpfen während der Nahrungssuche auch von Ast zu Ast. Sie suchen gewöhnlich einzelgängerisch nach Nahrung, nur sehr selten sind sie in fruchttragenden Bäumen mit anderen Vögeln vergesellschaftet. Es handelt sich dabei überwiegend um Fruchttauben und Laubenvögel.

## Fortpflanzung

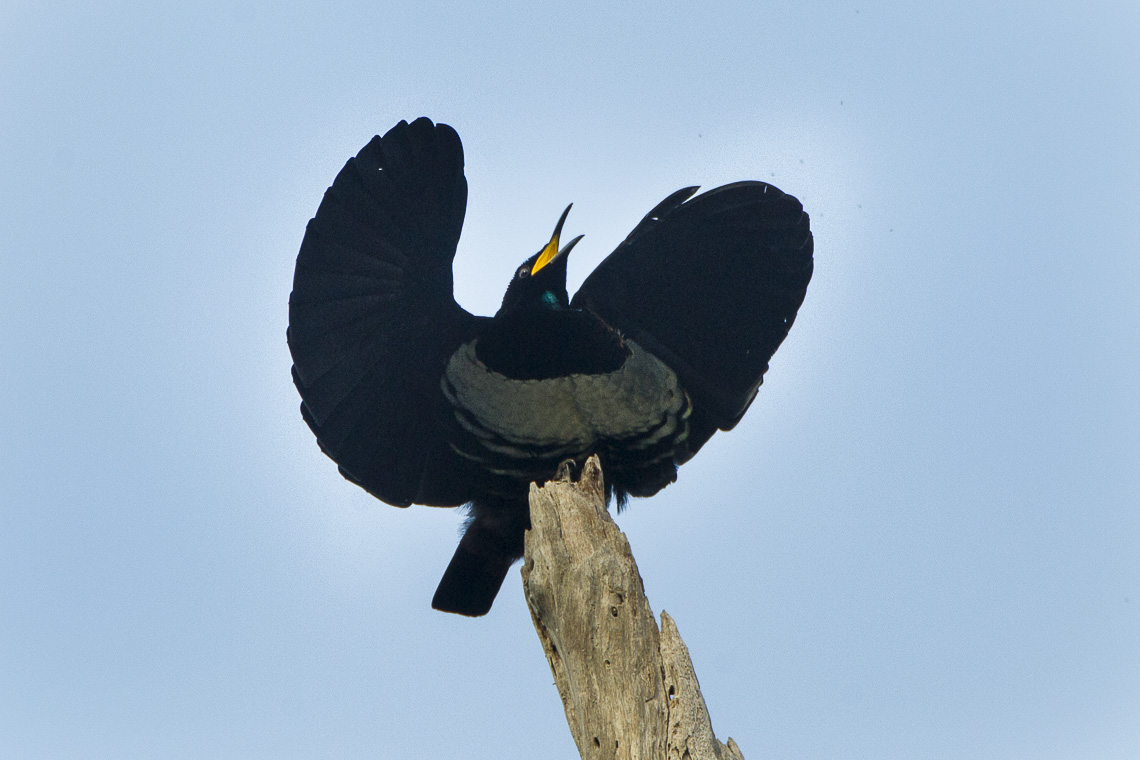
Auf einer Rufwarte balzendes Männchen des Viktoria-Paradiesvogels

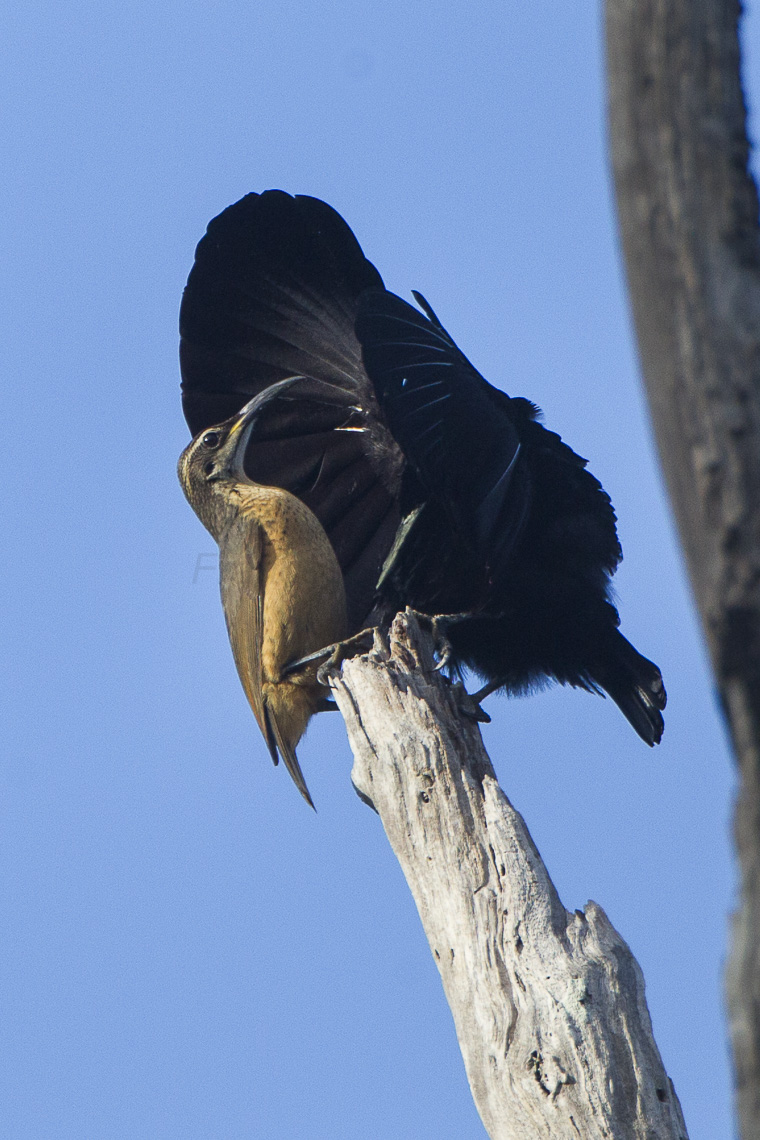
Ein Weibchen (links) des Viktoria-Paradiesvogels nähert sich einem balzenden Männchen

Die Männchen der Reifelvögel sind polygyn, das heißt, sie paaren sich mit mehreren Weibchen. Das Weibchen baut alleine das Nest, bebrütet alleine das Gelege und zieht allein die Jungvögel auf. Die Männchen werben um die Weibchen, indem sie von bestimmten festen Rufwarten oder Tanzwaren aus rufen und bei Annäherung des Weibchens einen elaborierten Balztanz zeigen.

## Lebenserwartung
Reifelvögel haben eine vergleichsweise hohe Lebenserwartung, nicht für alle Arten liegen jedoch bis jetzt ausreichend Daten vor, um die maximale Lebenserwartung zu bestimmen. Ein ausgewachsenes Männchen des Viktoria-Paradiesvogels, das im Oktober 1988 im Yungaburra-Nationalpark beringt wurde, wurde am selben Ort fast neun Jahre später erneut gefangen. Ein anderes Männchen, dass bei seiner Beringung mindestens 3 Jahre und 3 Monate alt war, wurde 15 Jahre später von einer Hauskatze getötet. Viktoria-Paradiesvögel können daher mindestens 18 Jahre alt werden.
Es liegen bislang nur wenige Daten für die Lebenserwartung des Prachtparadiesvogels vor, da diese Art nur vergleichsweise selten beringt wird. Ein 1990 im australischen Kutini-Payamu-Nationalpark beringtes adulte Weibchen wurde jedoch 8 Jahre und 11 Monate nach der Bedingung wieder gefangen. Die Lebenserwartung von Prachtparadiesvögeln liegt daher bei mindestens 10 Jahren.

## Reifelvögel und Menschen
Im 19. Jahrhundert wurden die beiden in dichter besiedelten Gebieten Australiens vorkommenden Arten Viktoria-Paradiesvogel und Schild-Paradiesvogel stark bejagt und die Bälge nach London exportiert, weil die Federn in der Modeindustrie als Schmuck für Hüte verarbeitet wurde.
Konflikte mit Menschen entstehen heute vor allem in Australien: Schild- und Viktoria-Paradiesvögel fallen zum Fressen auch auf Obstplantagen ein und fressen dort die Früchte. Farmern in Queensland wird deswegen noch heute die Erlaubnis erteilt, Schild-Paradiesvögel abzuschießen.
Viktoria-Paradiesvögel können an Futterstellen sehr zutraulich werden.

## Trivia
Der Säulengärtner, eine Art der Laubenvögel, der mit seinen Rufen zahlreiche andere Vogelarten imitiert, ahmt nicht nur die Stimme des Viktoria-Paradiesvogel nach, sondern auch das Flügelgeräusch des Männchens.

## Einzelbelege
1. 1 2   Handbook of the Birds of the World zum Prachtparadiesvogel, aufgerufen am 23. April 2017
2. ↑   Handbook of the Birds of the World zum Papuaparadiesvogel, aufgerufen am 23. April 2017
3. ↑   Handbook of the Birds of the World zum Viktoria-Paradiesvogel, aufgerufen am 22. April 2017
4. ↑  Higgins, Peter & Cowling: Handbook of Australian, New Zealand & Antarctic Birds: Volume 7 Boatbill to Starlings, Part A: Boatbill to Larks. S. 643.
5. ↑  Beehler & Pratt: Birds of New Guinea. S. 424.
6. 1 2 3  Beehler & Pratt: Birds of New Guinea. S. 425.
7. 1 2 3 4  Higgins, Peter & Cowling: Handbook of Australian, New Zealand & Antarctic Birds: Volume 7 Boatbill to Starlings, Part A: Boatbill to Larks. S. 635.
8. ↑  Higgins, Peter & Cowling: Handbook of Australian, New Zealand & Antarctic Birds: Volume 7 Boatbill to Starlings, Part A: Boatbill to Larks. S. 644.
9. 1 2  Higgins, Peter & Cowling: Handbook of Australian, New Zealand & Antarctic Birds: Volume 7 Boatbill to Starlings, Part A: Boatbill to Larks. S. 645.
10. ↑  Higgins, Peter & Cowling: Handbook of Australian, New Zealand & Antarctic Birds: Volume 7 Boatbill to Starlings, Part A: Boatbill to Larks. S. 656.
11. ↑  Higgins, Peter & Cowling: Handbook of Australian, New Zealand & Antarctic Birds: Volume 7 Boatbill to Starlings, Part A: Boatbill to Larks. S. 647.
12. ↑   Frith: The Bowerbirds - Ptilonorhynchidae. S. 317.